# Väinö Raitio
Väinö Eerikki Raitio (ur. 15 kwietnia 1891 w Sortawale, zm. 10 września 1945 w Helsinkach) – fiński kompozytor.

## Życiorys
W latach 1911–1916 studiował w Helsinkach u Erkkiego Melartina i Erika Furuhjelma. Studia kontynuował w Moskwie (1916–1917), Berlinie (1921) oraz Paryżu (1925–1926). Od 1926 do 1932 roku wykładał w instytucie muzycznym w Wyborgu.

## Twórczość
Należał do pionierów modernizmu w muzyce fińskiej. Duży wpływ na jego ścieżkę artystyczną wywarła poznana w czasie studiów w Moskwie twórczość Aleksandra Skriabina. Czerpał z impresjonistycznego języka dźwiękowego, wychodząc poza tradycyjną tonalność. W swoich operach na szeroką skalę wykorzystywał recytatywy, a tekst ściśle współgra w nich z muzyką.

## Wybrane kompozycje
(na podstawie materiałów źródłowych)

### Utwory orkiestrowe
- Koncert fortepianowy (1915)
- Poème na wiolonczelę i orkiestrę (1915)
- Symfonia g-moll (1918–1919)
- poemat symfoniczny Joutsenet (1919)
- poemat symfoniczny Fantasia estatica (1921)
- trylogia symfoniczna Antigone (1921–1922)
- Kuutamo Jupiterissa (1922)
- scherzo Felis domestica (1925)
- Koncert na skrzypce, wiolonczelę i orkiestrę (1935)
- Nokturn na skrzypce i orkiestrę (1938)
- Fantazja na wiolonczelę, harfę i orkiestrę (1942)
- Le Ballet grotesque (1943)

### Utwory kameralne
- Kwartet smyczkowy (1917)
- Kwintet fortepianowy (1921)

### Opery
- Jephtan tytär (1929, wyst. Helsinki 1931)
- Prinsessa Cecilia (1933, wyst. Helsinki 1936)
- Väinämöinen kosinta (1935)
- Lyydian kuningas (1937, wyst. Helsinki 1955)
- Kaksi kuningatarta (1937–1940, wyst. Helsinki 1945)

### Balet
- Vesipatsas (1929)